# Schlossruine Bielriet

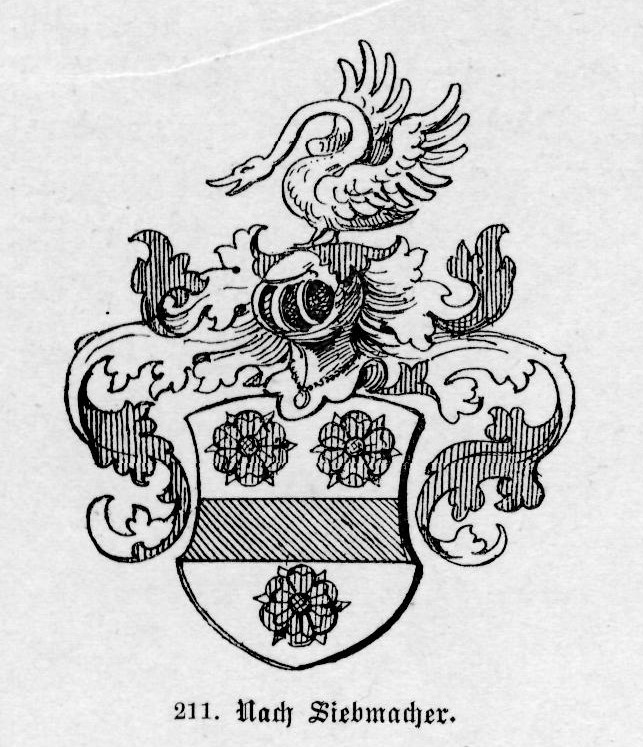
Wappen derer von Bielriet

Die Burg Bielriet ist eine abgegangene Spornburg etwa 1,5 Kilometer nordnordwestlich des Schwäbisch Haller Ortsteils Wolpertsdorf im Landkreis Schwäbisch Hall in Baden-Württemberg. Die Burg gehörte laut Eugen Gradmann zu den „ältesten des Landes“.

## Lage
Der Burgstall der ehemaligen Burganlage liegt bei 404,6 m ü. NN auf einem nordöstlich auslaufenden Bergsporn in etwa 140 m Höhe über Cröffelbach im unteren Bühlertal. Sie beherrschte den dortigen Flussübergang am Handelsweg Schwäbisch Hall – Rothenburg ob der Tauber und die beidseitigen Talsteigen.

## Geschichte
Der Name der Burg wird im Jahre 1057 im Zusammenhang mit einer Schenkung an das Kloster Fulda erstmals erwähnt, für  die ein „Adelbraht de Bilirieth“ als Zeuge fungierte. Ein „Adelbertus de Bielrieth“ – vielleicht der Erstgenannte oder ein Sohn – trat 1085 als Mönch in das Benediktinerkloster Comburg ein und übereignete diesem seine Güter und Rechte, zu denen eine Hälfte der Burg Bielriet gehörte („oppidi partem in Bilrieth“). Es wird vermutet, dass es sich bei dem Geschlecht der Edelfreien von Bielriet um eine Nebenlinie der Grafen von Comburg-Rothenburg handelt. Die Familie, deren bedeutendster Vertreter Friedrich von Bielriet wichtige Ämter für Kaiser Friedrich Barbarossa ausübte, verschwindet nach 1190 aus der urkundlichen Überlieferung und dürfte im Mannesstamm ausgestorben sein. Dessen Frau, oder wahrscheinlicher dessen Tochter Adelheit, wird im Hortus Deliciarum von Herrad von Landsberg, der wohl im letzten Viertel des 12. Jahrhunderts angefertigt wurde, als Kanonisse des Stifts Hohenburg erwähnt.
Wahrscheinlich durch eine Eheschließung mit einer Erbtochter kam der Besitz der Edelfreien von Bielriet um 1220/30  an Schenk Walter I. von Schüpf. Dieser nutzte Bielriet jedoch nicht als Wohnsitz, sondern ließ nahe Schwäbisch Hall um 1230 die neue Burg Limpurg errichten, nach der sich die Schenken von Limpurg seitdem benannten. Auf der Burg saßen wahrscheinlich meist Limpurgische Ministerialen, die sich ebenfalls „von Bielriet“ nannten, z. B. der 1273 bis 1278 als Reichsschultheiß von Schwäbisch Hall amtierende Friedrich von Bielriet. Um 1280 war die Burg im Besitz des Minnesängers Schenk Konrad von Limpurg, der seine Rechte gegen Ansprüche seines Neffen Friedrich behaupten konnte. Schenk Friedrich von Limpurg scheint die Burg nach dem Tod seines Onkels geerbt zu haben, denn 1287 verkaufte er sie an Heinrich Küchenmeister von Nordenburg. Dieser und seine Erben nannten sich nun „Küchenmeister von Bielriet“. Einer chronikalischen Überlieferung des 16. Jahrhunderts zufolge soll ein Küchenmeister von Bielriet die Überlebenden des Schwäbisch Haller Judenpogroms von 1349 beraubt haben. Er habe sie zuerst in die Burg aufgenommen, sie dann aber vertrieben und ihren Besitz behalten. Eine Burgkapelle ist 1352 im Zusammenhang mit der Stiftung einer Seelmesse durch Lupold und Dietrich Küchenmeister von Bielriet erwähnt.  1359 verkauften diese beiden die Burg an Kraft von Hohenlohe. Sie scheint in der Folge wohl nicht mehr bewohnt worden zu sein, wenn auch die Kapelle noch in Gebrauch war, wie eine weitere Seelmessenstiftung von 1369 zeigt. Auf Wunsch Kaiser Karls IV. übertrug Kraft von Hohenlohe 1361 mehrere seiner Burgen, darunter Bielriet, an Böhmen und erhielt sie als Lehen zurück. Zur Begleichung von Schulden verpfändeten Kraft und Ulrich von Hohenlohe die Burg Bielriet 1381 an den Schwäbisch Haller Stadtadeligen Eberhard Philipp und verzichteten 1390 ganz auf ihre Rechte. Philipp verkaufte die Burg noch im selben Jahr an den Rat seiner Heimatstadt weiter. Dieser ließ sie durch eine Sprengung mit Schwarzpulver zerstören. Wegen dieser eigenmächtigen Handlung verhängte König Wenzel für drei Jahre die Reichsacht gegen die Stadt und gab erst 1393 nachträglich seine Zustimmung zum Abbruch Bielriets. Seitdem ist in den urkundlichen und archivalischen Nennungen nur noch von einem  „Burgstall“ die Rede.

## Anlage
Bei Annäherung von der Hochebene zieht sich 100 m westlich der Spornspitze von Nord nach Süd die Linie eines flachen Grabens, die im Süden noch vor der Hangkante ausläuft. 30 m weiter dem Sporn zu fällt das Gelände stellenweise senkrecht zum etwa 20 m breiten Halsgraben ab, der sichtlich aus dem anstehenden oberen Muschelkalk herausgehauen ist und an der nördlichen Hangkante heute über 10 m Tiefe erreicht. Dahinter erheben sich in Reihe, aber unregelmäßig hoch einige gewachsene Felsen mit von Schutt und Erde bedeckten Flanken, wohl kaum über das Niveau der Hochebene ragend. Das Burgterrain talseitig dahinter liegt deutlich über der heutigen Grabensohle und ist verebnet. Nördlicher wie südöstlicher Hang fallen abrupt und steil ab.

Nur wenige Mauerreste sind erhalten. Auf dem Gelände wurde in späterer Zeit erkennbar auch Kalk gebrochen.

Bilder
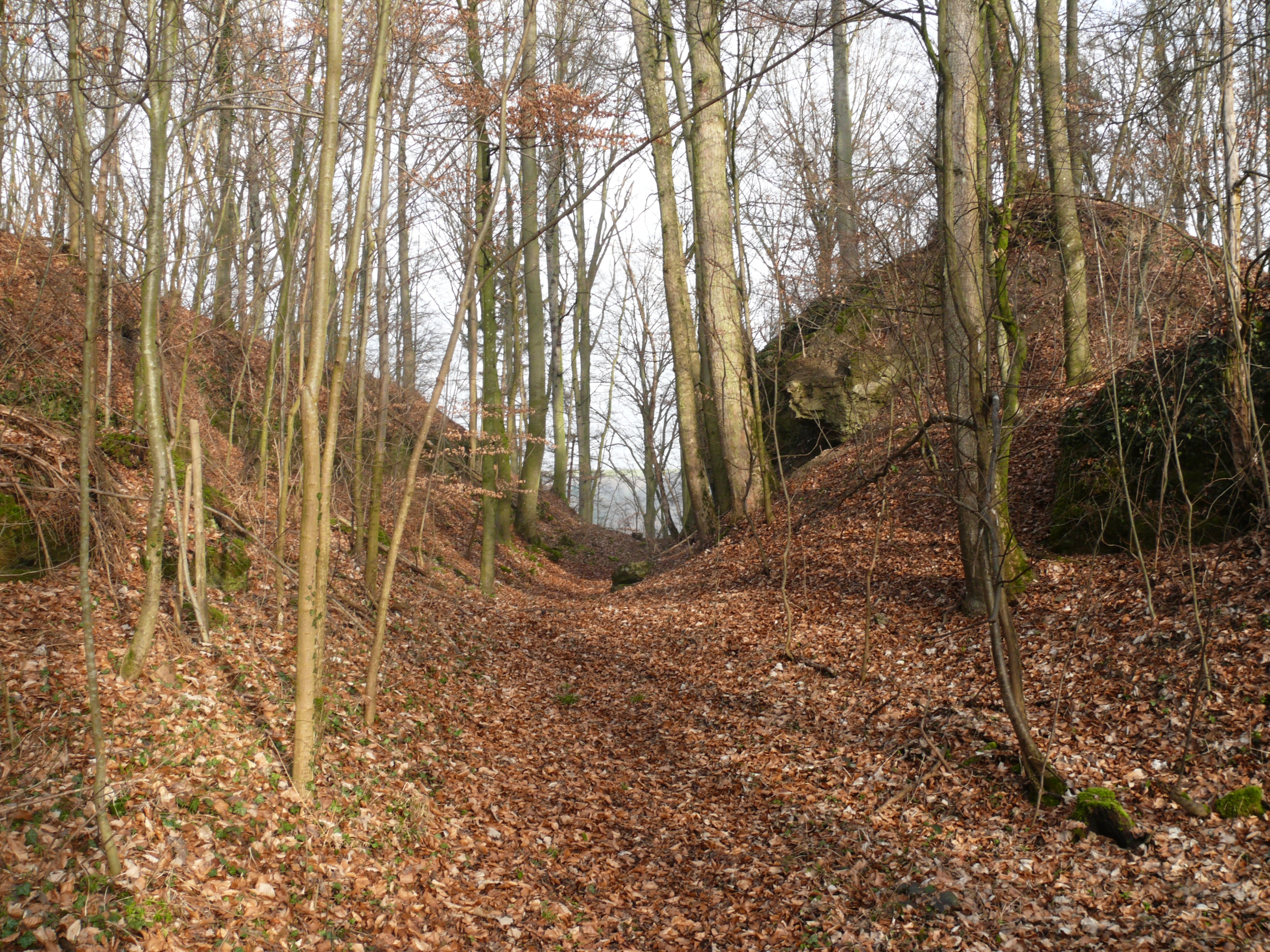
Der Halsgraben
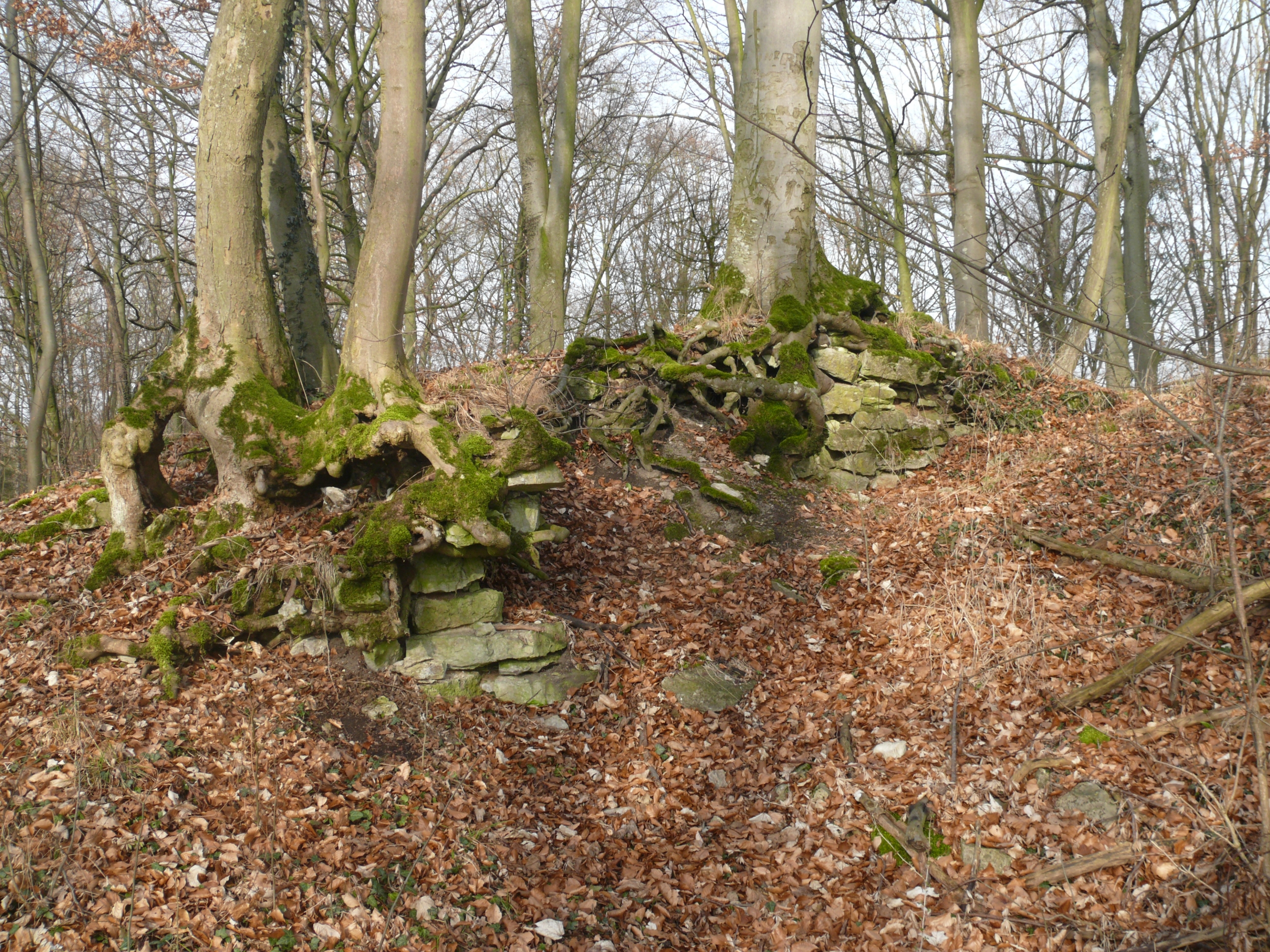
Geringe Mauerreste